# عبد السلام البوحسيني
عبد السلام بوحسيني (مواليد 15 يناير 1982) هو ممثل مغربي، خريج المعهد العالي للفن المسرحي والتنشيط الثقافي. كان أول حضور حقيقي له من خلال مسلسل المجدوب على القناة الثانية، قبل أن يحلق بعيدًا إلى سماء الدراما العربية من خلال أضخم مسلسل حول سيرة عمر بن الخطاب على قناة إم بي سي، بموازاته كان يصور المسلسل الفرنسي كابول كيتشن. شارك أيضا في فيلم الخروج من مراكش للمخرج كارولين لينك، كما لعب دور القائد التاريخي يوسف بن تاشفين في فيلم زينب... زهرة أغمات الذي أُنتج سنة 2014.

## أعماله

### مسلسلات
- عمر
- ملوك الطوائف
- المجدوب
- كابول كيتشن (مسلسل فرنسي)
- ربيع قرطبة
- ملوك الطوائف
- الحرة
- حياتي
- ماشي لخاطري
- قلوب تائهة
- وعدي الجزء الثاني
- هي (مسلسل)
- دموع وردة (مسلسل)
- مرجانة
- ولاد المرسى
- أولاد الدرب
- كازا ستريت

### أفلام
- بحيرتان من دموع 2008
- الخروج من مراكش 2013
- زينب... زهرة أغمات 2014
- الضاسر 2017
- ياك أجرحي 2018
- كلوز 2019

## وصلات خارجية
- عبد السلام البوحسيني على موقع IMDb (الإنجليزية)
- عبد السلام البوحسيني على موقع قاعدة بيانات الأفلام العربية
- عبد السلام البوحسيني على موقع قاعدة بيانات الفيلم (الإنجليزية)